# Lorimer Street/Metropolitan Avenue
Lorimer Street/Metropolitan Avenue è una fermata della metropolitana di New York situata all'incrocio tra le linee BMT Canarsie e IND Crosstown. Nel 2019 è stata utilizzata da 4 696 924 passeggeri. È servita sempre dalle linee G e L.

## Storia
La stazione sulla linea BMT Canarsie fu aperta il 30 giugno 1924, mentre quella sulla linea IND Crosstown venne inaugurata il 1º luglio 1937. Le due stazioni furono collegate tra di loro il 1º luglio 1948.

## Strutture e impianti
Entrambe le stazioni sono sotterranee, hanno due banchine laterali e due binari. La stazione della linea IND Crosstown è posizionata sotto Union Avenue, quella della linea BMT Canarsie sotto Metropolitan Avenue. Le due stazioni sono collegate da un mezzanino a forma di L posto sotto l'incrocio tra Union Avenue e Metropolitan Avenue, dove si trovano quattro ingressi. La stazione della linea BMT Canarsie ha anche due ingressi all'incrocio con Lorimer Street.

## Interscambi
La stazione è servita da alcune autolinee gestite da NYCT Bus.
- Fermata autobus